# Растошница
Растошница је насељено мјесто у Босни и Херцеговини, у општини Сапна, које административно припада Федерацији Босне и Херцеговине. Према попису становништва из 2013. године, у насељу је живјело 223 становника.

## Култура
У насељу се налази храм Српске православне цркве посвећен Косовском мученику цару Лазару.

## Историја
Насеље се до распада Југославије налазило у саставу општине Зворник.

## Становништво
| Националност       | 2013. | 1991. | 1981. | 1971. | 1961. |
| Срби               | 192   | 2.334 | 1.848 | 2.330 | 2.266 |
| Муслимани          | 30    | 6     |       | 1     |       |
| Југословени        | ―     | 1     | 8     |       |       |
| Хрвати             | 1     | 3     | 2     | 1     | 2     |
| остали и непознато |       | 3     | 8     | 6     | 4     |
| Укупно             | 223   | 2.347 | 1.866 | 2.338 | 2.272 |

| Демографија | Демографија | Демографија |
| Година      | Становника  | Становника  |
| ----------- | ----------- | ----------- |
| 1961.       | 2.272       |             |
| 1971.       | 2.338       |             |
| 1981.       | 1.866       |             |
| 1991.       | 2.347       |             |
| 2013.       | 223         |             |